# Hillsborough, Down
Hillsborough är en ort i Storbritannien.   Den ligger i riksdelen Nordirland, i den västra delen av landet, 500 km nordväst om huvudstaden London. Hillsborough ligger 113 meter över havet och antalet invånare är 3 872.
Terrängen runt Hillsborough är huvudsakligen platt, men norrut är den kuperad.Runt Hillsborough är det ganska tätbefolkat, med 104 invånare per kvadratkilometer. Närmaste större samhälle är Belfast, 17,7 km nordost om Hillsborough. Trakten runt Hillsborough består i huvudsak av gräsmarker.